# Masaru Hirayama
Masaru Hirayama (Fukui, 3 januari 1971) is een voormalig Japans voetballer.

## Carrière
Masaru Hirayama speelde tussen 1995 en 1997 voor Nagoya Grampus Eight.